# Regino Maders
Regino Maders (Córdoba, Argentina; 9 de marzo de 1946 - ib. 6 de septiembre de 1991) fue un ingeniero, profesor y político argentino. Su asesinato fue uno de los crímenes más públicamente polémicos de Córdoba.

## Biografía
Maders nació en la provincia de Córdoba, hijo de Juan Felipe Maders y Adela Sofía Angelone. Fue el menor de ocho hermanos. Cursó los estudios primarios en la Escuela Presidente Sarmiento y los secundarios en la escuela nacional Ingeniero Cassafousth.

## Carrera
Regino Maders se graduó de ingeniero en 1972 y fue designado profesor de la Universidad Tecnológica Nacional (UTN) de Córdoba; en esta casa de estudios fue nombrado Decano Normalizador entre 1984 y 1985 y luego fue elegido decano entre 1985 y 1989. También enseñó en la Universidad Católica de Córdoba.
Militante de la Unión Cívica Radical (UCR), fue Secretario del Comité de Circuito de la Seccional Séptima, Secretario del Comité Capital y Vicepresidente de la Junta Capital del Movimiento Nacional de Renovación y Cambio. Su mayor exposición pública se produjo cuando fue senador provincial por ese partido entre 1985 y 1989. Durante su permanencia en la Legislatura, fue Presidente de la Comisión de Industria, Ciencia y Tecnología y De la Comisión de Educación y autor de infinidad de proyectos. Un día antes de su muerte había estado en el acto de cierre de campaña radical, en la explaza Vélez Sársfield.
En lo que refiere a su desempeño como ingeniero sobresale su importante papel como directivo en el ente estatal Empresa Provincial de Energía de Córdoba EPEC, cargo que desempeñaba al ser asesinado. Semanas antes, Maders había hecho una denuncia pública sobre supuestos ilícitos que habrían ocurrido en esa empresa durante el gobierno del radical Eduardo Angeloz y también investigó sobre diferentes circuitos de narcotráfico. Era llamado por muchos "El senador del pueblo".

## Vida privada
Estuvo casado hasta el momento de su muerte con Susana Cáceres (nacida en 1952), con quien tuvo dos hijos: Javier y César, nacidos en 1977 y 1980 respectivamente.

## Asesinato
Maders fue asesinado el 6 de septiembre de 1991, cuando llegaba a su casa ubicada en calle Larrauri 3695, en barrio Residencial Vélez Sársfield de la capital cordobesa, de dos disparos por la espalda. El autor de los disparos fue Hugo Síntora, un expolicía que, en un juicio realizado catorce años después del hecho, fue condenado a reclusión perpetua en lo que se considera un asesinato por encargo, aunque nunca se individualizó a los autores intelectuales del mismo.
La abogada de la familia Maders denunció que detrás del crimen se encontraban el exgobernador Eduardo Angeloz y el exvicegobernador y diputado nacional por la UCR, Mario Negri.  Javier Llorens sostuvo que Maders era "un palo en la rueda" para el grupo que necesitaba obtener una concesión en EPEC para lograr un plan de salvataje del Banco Córdoba. Dicha denuncia fue desestimada por la Justicia. En el caso de Negri, no hubo pruebas que lo vincularan al caso.
El exdiputado provincial radical Luis Medina Allende fue acusado de ser el autor intelectual del crimen y resultó absuelto en un segundo juicio, caso Maders II, en 2008.

## Homenaje
En su honor el partido GEN entrega todos los años en la ciudad de Rosario, Santa Fe los "Premios Regino Maders a la Militancia y a la Honestidad", que reconoce la honestidad, el trabajo y el compromiso de los militantes.
En su provincia natal llevan su nombre una escuela técnica, una escuela primaria, una calle de barrio Cofico, un pasaje de Alta Gracia, un salón de la Legislatura y uno de los edificios de la UTN.
En junio de 2014, el diputado nacional Fabián Peralta, plantó un árbol en el "Bosque de la Memoria" del parque Scalabrini Ortiz de Rosario para recordar a Regino Maders.